# Д’Альбер де Люин, Поль
Поль д’Альбер де Люин (фр. Paul d'Albert de Luynes; 5 января 1703, Версаль, королевство Франция — 25 сентября 1788, Париж, королевство Франция) — французский кардинал. Епископ Байё со 17 августа 1729 по 21 сентября 1753. Архиепископ Санса с 26 ноября 1753 по 25 сентября 1788. Кардинал-священник с 5 апреля 1756, с титулом церкви Сан-Томмазо-ин-Парионе со 2 августа 1758. Кардинал-протопресвитер с 23 января 1784.